# Drepanis pacifica
Drepanis pacifica là một loài chim trong họ Fringillidae.

## Hình ảnh

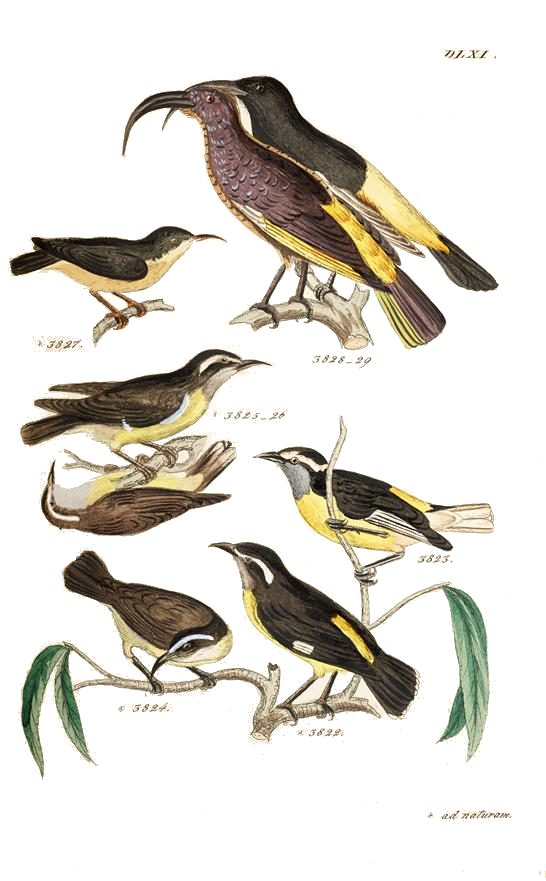
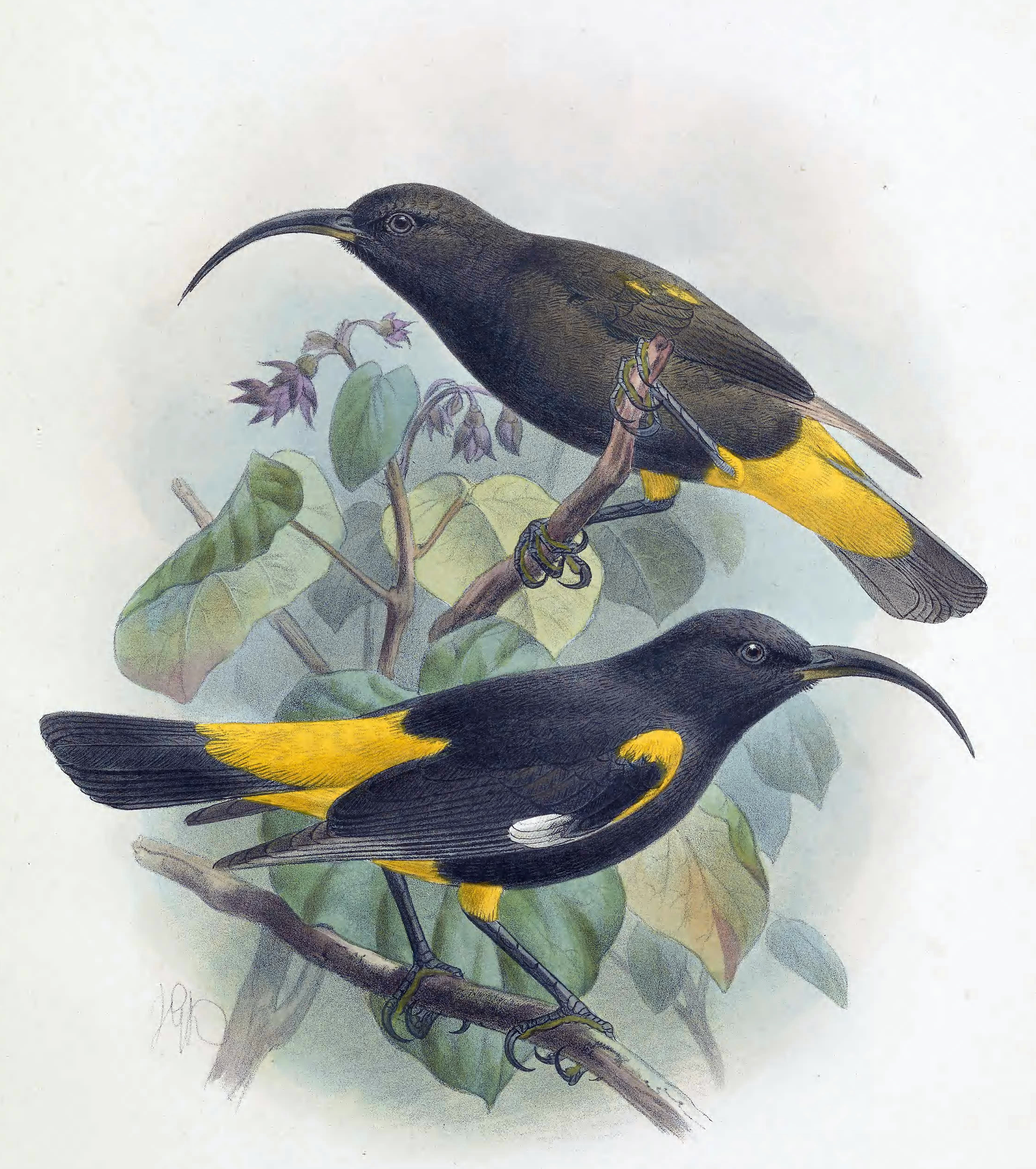
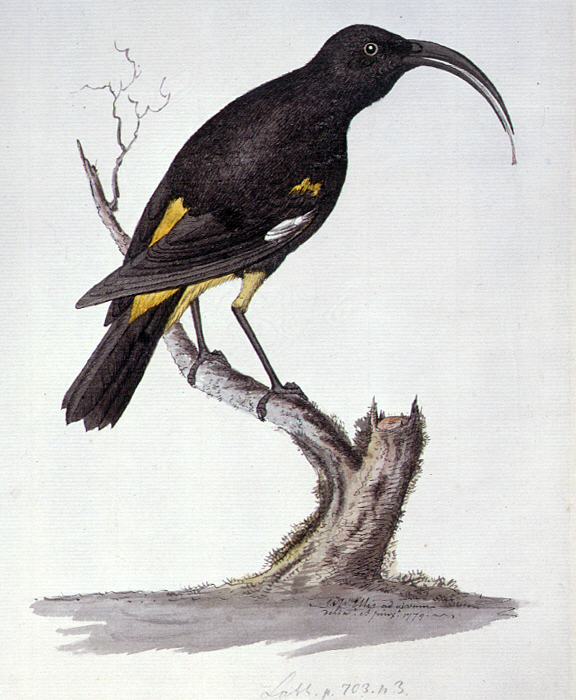
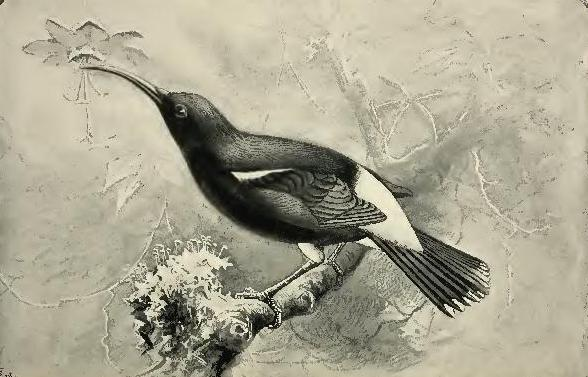